# Bogusław Miernik
Bogusław Antoni Miernik (ur. 18 stycznia 1930 w Parszowie, zm. 23 grudnia 2017 w Warszawie) – polski prawnik, urzędnik, oficer wywiadu i dyplomata; konsul generalny w Montrealu (1980–1985), Dyrektor Generalny MSZ (1988–1990), ambasador Rzeczypospolitej Polskiej w Zimbabwe (1990–1992).

## Życiorys
Ukończył studia na Wydziale Prawa i Administracji Uniwersytetu Warszawskiego, stażysta Akademii Prawa Międzynarodowego w Hadze. Zaczynał karierę zawodową jako prokurator. Uczestniczył m.in. w sprawie śmierci Teresy Tarwid. W 1956 miał odmówić aresztowania zatrzymanych przez Milicję Obywatelską demonstrantów oraz wszcząć śledztwo przeciwko warszawskiemu komendantowi MO za to, że mimo odmowy aresztowania, nie zwolnił zatrzymanych. Miano mu grozić wyrzuceniem z PZPR i usunięciem z zawodu. Następnie zaczął praktykować jako adwokat, specjalizując się w sprawach karnych. W 1964 przeszedł eksternistycznie przeszkolenie oficera wywiadu w Szkole Wywiadu MSW na warszawskim Ksawerowie. Do 1990 oficer Służby Wywiadu (Departament I) MSW na etacie niejawnym w służbie zagranicznej. Odszedł ze służby wywiadowczej w stopniu pułkownika w 1990. Od 1965 do 1993 pracował w służbie dyplomatyczno-konsularnej. Pełnił funkcje m.in. naczelnika Wydziału w Departamencie Prawno-Traktatowym MSZ, doradcy prawnego w Międzynarodowej Komisji Nadzoru i Kontroli w Sajgonie (1968), I-go sekretarza-konsula Ambasady PRL w Waszyngtonie (1972–1976), Naczelnika Wydziału Placówek Zagranicznych w Departamencie Kadr MSZ, Dyrektora Gabinetu Ministra Spraw Zagranicznych (1986–1988), Konsula Generalnego w Montrealu (1980–1985), dyrektora  Dyrektora Generalnego MSZ (1988–1991), ambasadora RP w Zimbabwe od 2 października 1990 do 4 sierpnia 1992. Od 1964 do 1990 funkcjonariusz Służby Bezpieczeństwa.
Po zakończeniu pracy w MSZ wykładowca akademicki, m.in. w Wyższej Szkole Studiów Międzynarodowych w Łodzi z zakresu problematyki dyplomatyczno-konsularnej oraz prawno-traktatowej.
Zmarł 23 grudnia 2017. Spoczął koło żony, Wandy z d. Kozańskiej, w grobie rodzinnym Kozańskich na warszawskim cmentarzu Powązkowskim (kwatera 89-6-25).

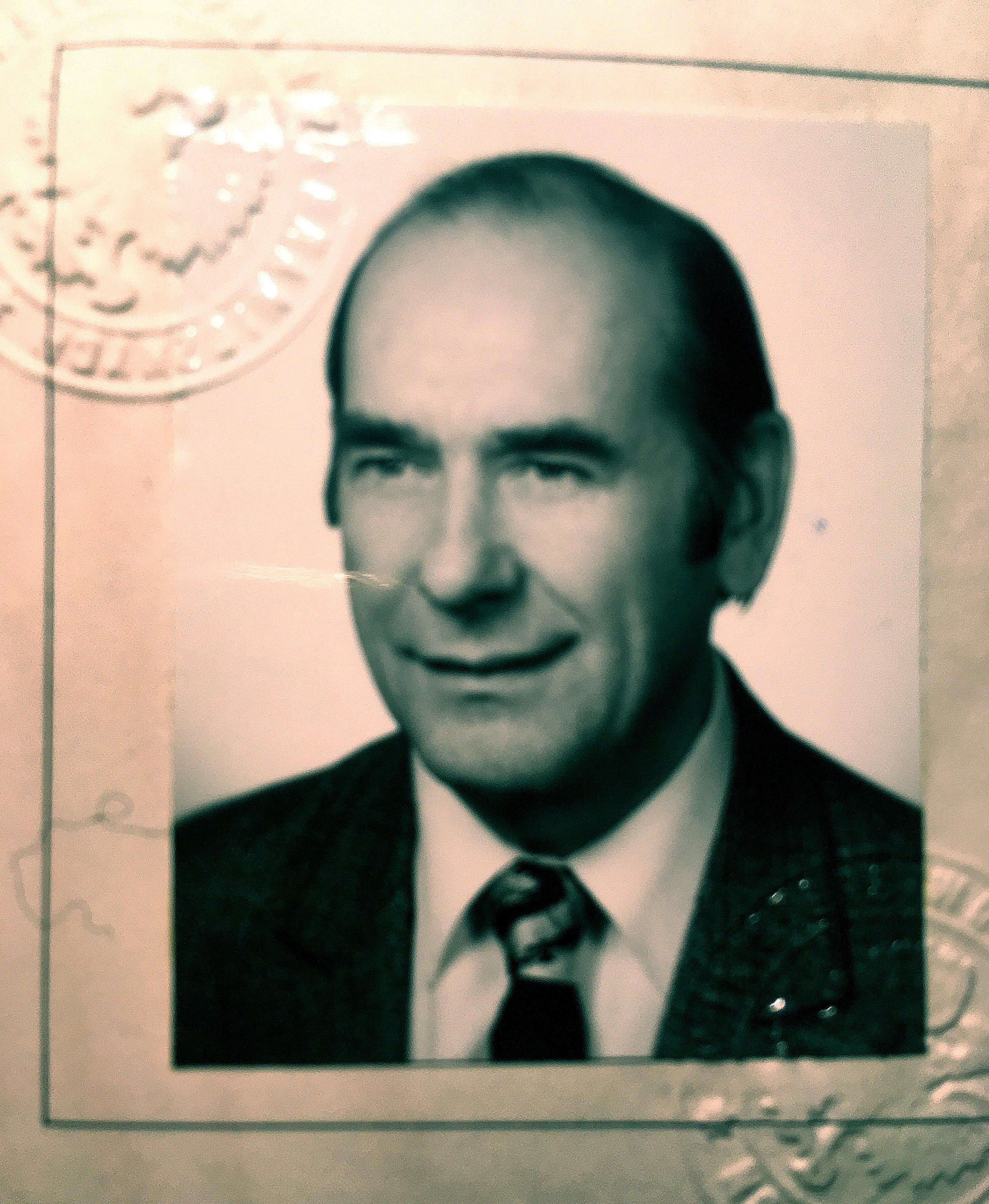
Zdjęcie z paszportu ambasadorskiego
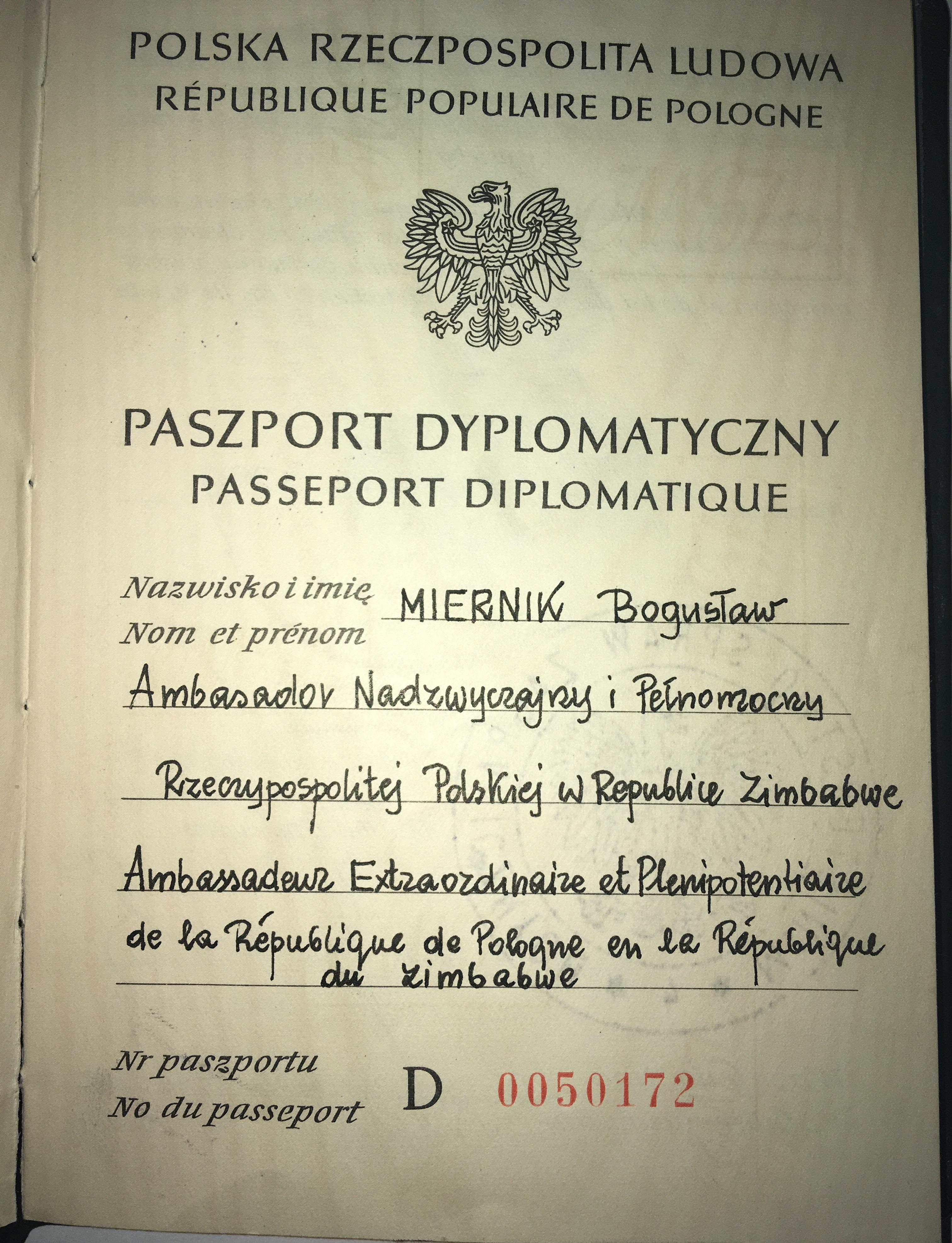
Paszport ambasadorski
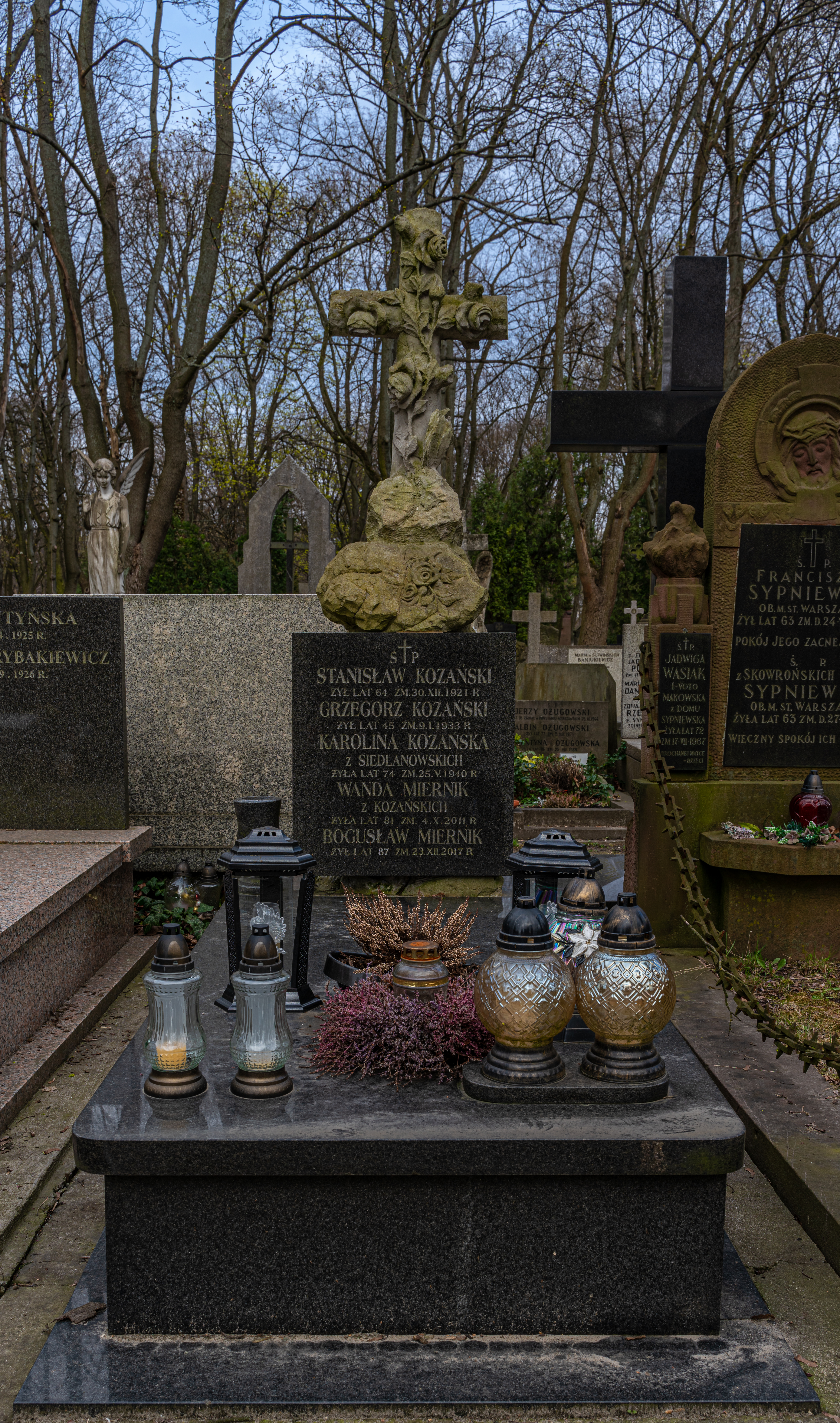
Grób Bogusława Miernika na cmentarzu Powązkowskim